# Antitypus
Antitypus is een geslacht van kevers uit de familie  
kniptorren (Elateridae).
Het geslacht is voor het eerst wetenschappelijk beschreven in 1882 door Candèze.

## Soorten
Het geslacht omvat de volgende soorten:
- Antitypus insignitus Fairmaire & Germain, 1860
- Antitypus insignitus (Fairmaire, 1860)